# Lullange
Lullange (en luxemburguès: Lëllgen; alemany: Lullingen) és una vila de la comuna de Wincrange, situada al districte de Diekirch del cantó de Clervaux. Està a uns 52 km de distància de la ciutat de Luxemburg.

## Història
Abans de l'1 de gener de 1978 Lullange formava part de l'antiga comuna de Boevange.